# 浙江大学台州研究院
浙江大学台州研究院（Research Institute of Zhejiang University-Taizhou）是台州市人民政府与浙江大学共同组建的一个研究机构，为地方自收自支事业单位。成立于2004年12月，总部位于位于浙江省台州市市府大道西段618号，杭州设有办事机构。浙大教授、博士生导师冯培恩担任院长。
研究院拥有汽摩配、机电、光电与信息、电气与控制、工业设计、产业经济、环境与资源工程、材料科学与工程、传感技术与医疗健康工程共九个研究所（中心），以及十余个专业实验室。

## 宗旨
研究院的宗旨为「以浙江大学的技术、人才为依托，充分发挥和利用双方优势，面向台州，努力将研究院建成国内一流的科技创新、人才培养和高新技术产业化基地，促进浙江大学科技、教育事业和浙江省及台州市的经济与社会的全面发展。」